# Payerbach
Payerbach là một thị xã thuộc huyện Neunkirchen trong bang Niederösterreich.